# ジェルミナル・ピエール・ダンドラン

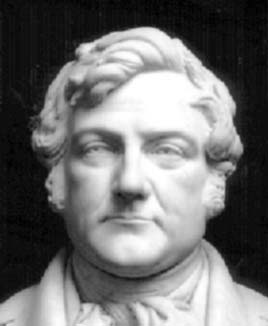
ダンドラン

ジェルミナル・ピエール・ダンドラン（Germinal Pierre Dandelin、1794年4月12日 - 1847年2月15日）は、フランス系ベルギー人の数学者。物理学者。
フランスのブールジュ出身。エコール・ポリテクニーク卒業。
功績としては、ベルギーの統計学者アドルフ・ケトレーと共に、ダンドラン球面を用いて円錐曲線と円錐の内接球との関係を発見したことが挙げられる。古代ギリシアの数学者は円錐曲線について非常に多くを知っていたが、この関係に気づかなかったとされ、特筆に値するという見解がある。